# تشارلستون بيتري
نادي تشارلستون بيتري (بالإنجليزية: Charleston Battery)‏ هو نادي كرة قدم أمريكي تأسس في سنة 1993 في مدينة تشارلستون، كارولاينا الجنوبية ويلعب حاليا في بطولة الدوري الامريكي.

## التاريخ
تم إنشاء تشارلستون بيتري في عام 1993 من قبل مجموعة ملكية من عشاق كرة القدم المحليين بقيادة توني باكر، من مواليد لندن الذين نقلوا شركة برمجياته بلاكبد إلى منطقة تشارلستون في عام 1989. ووظف النادي مدربًا جامعيًا ذا خبرة وخريج تيم بجامعة كارولينا الجنوبية تيم. هانكينسون لتطوير الفريق، وبدأ الفريق كعضو في USISL ، والتي تطورت في نهاية المطاف وأصبحت تعرف باسم USL في عام 1995. وفازت البطارية أول بطولة الدوري في عام 1996 تحت قيادة المدرب البرتغالي نونو بيتيرا، متغلبا على شارلوت ايجلز 2-3 في النهائي. في عام 1997 ، أصبحت تشارلستون بيتري واحدة من النوادي الأصلية لرابطة بطولة الدوري الامريكي ذات العلامة التجارية الجديدة (التي كانت لاحقًا القسم الأول من USL).

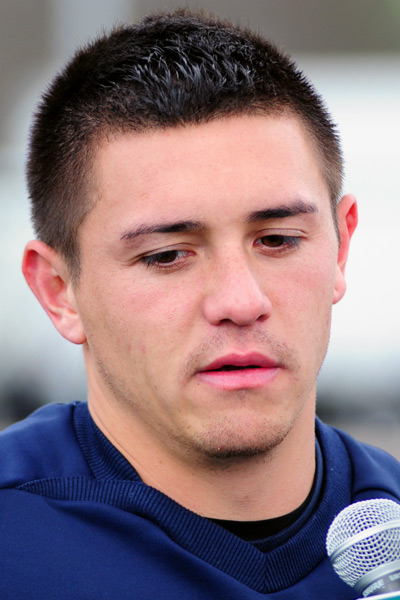
جوردن شين أحد لاعبين السابقين لشارلستون بيتري

في عام 1999 ، انتقلت البطارية إلى ما يُعرف الآن باسم ملعب هيلث| ، وأصبح أول نادٍ احترافي لكرة القدم غير رئيسي في الولايات المتحدة يبني استادًا خاصًا به، واكتسب سمعة كواحد من أكثر الفرق شهرة في البلاد. الأندية. استأجر الفريق المدرب الإنجليزي المخضرم ألن ديكس ووقعت على العديد من اللاعبين المحليين ذوي الخبرة مثل بول كونواي ودان كاليشمان بينما استضافوا التعاقدات الأجنبية البارزة مثل راؤل دياز. في عام 2001 ، تم استبدال ديكس بزميله الإنجليزي كريس رامزي، الذي قاد تشارلستون إلى بطولة الدوري الأسترالي] في عام 2003 بفوزه 3-0 في المباراة النهائية على مينيسوتا ثاندر في تشارلستون. بعد رحيل رامسي في عام 2004 ، روج النادي للاعب منذ فترة طويلة ومساعد المدرب مايك أنهوسر ليكون المدير الجديد للنادي.
في عام 2008 ، وصل الفريق إلى نهائي بطولة لامار هانت الأمريكية المفتوحة للمرة الأولى، حيث واجهت فريق دي سي يونايتد لكرة القدم دي سي يونايتد في النهاية، استقبلت تشارلستون بيتري هدفًا مبكرًا لكنها ارتدت من خلال هدف التعادل السريع من خلال هدف إيان فولر، بمساعدة كريس ويليامز. في وقت لاحق من الشوط، اصطدم اللاعب لازو بالمركز ولكن في الشوط الثاني تم ربط النتائج بنتيجة 1-1. في بداية الشوط الثاني، استسلم تشارلستون مبكرا مرة أخرى، ولكن في الثواني الأخيرة من الوقت الإضافي وضع ماركو رضا الكرة في الجزء الخلفي من الشباك لتشارلستون، ليتم رفض هدفه بشكل مثير للجدل كسلاح. سيواصل دي سي يونايتد الفوز في المباراة 1-2. يظل تشارلستون هو أحدث نادي غير متعدد اللاعبين يلعب في نهائي الكأس المفتوحة.
في عام 2010 ، تمت دعوة تشارلستون بيتري من قبل العديد من أندية منتدى القيادة للمثقفين الجامعيين (USL) للانضمام إلى الدوري الانفصالي المعروف في النهاية باسم دوري أمريكا الشمالية لكرة القدم، لكن الفريق قرر البقاء في نظام USL والانضمام إلى القسم الثاني من USL ، والذي أصبح في نهاية المطاف قائد USL الرئيسي قسم المهنية. في موسم دوري الدرجة الثالثة الأول في عام 2010 ، قاد تشارلستون ترتيب الدوري للعام بأكمله ولم يهزم على أرضه. هزم تشارلستون ريتشموند كيكرز 2-1 في المباراة النهائية ليحقق بطولة الدوري الثالثة للنادي. حصل لامار نيجل على لقب USL-2 MVP في الدوري وتصدر الدوري بتسجيله 13 هدفًا في الدوري. [4] تم اختيار أنهوسر كمدير لهذا العام في الدوري، وكانت المرة الثانية التي يحصل فيها على هذا الشرف. [4] في عام 2012 ، فاز النادي بلقب الدوري الرابع في تاريخ النادي، حيث هزمت منافسيها المحليين ويلمنجتون هاميرهيدز 1-0 في المباراة النهائية. سجل ميشيل أزيرا هدف الفوز في الدقيقة 74 بعد أن سجل جوزيه كيوفاس تمريرة من الجانب الأيسر من منطقة الجزاء.

## الملعب

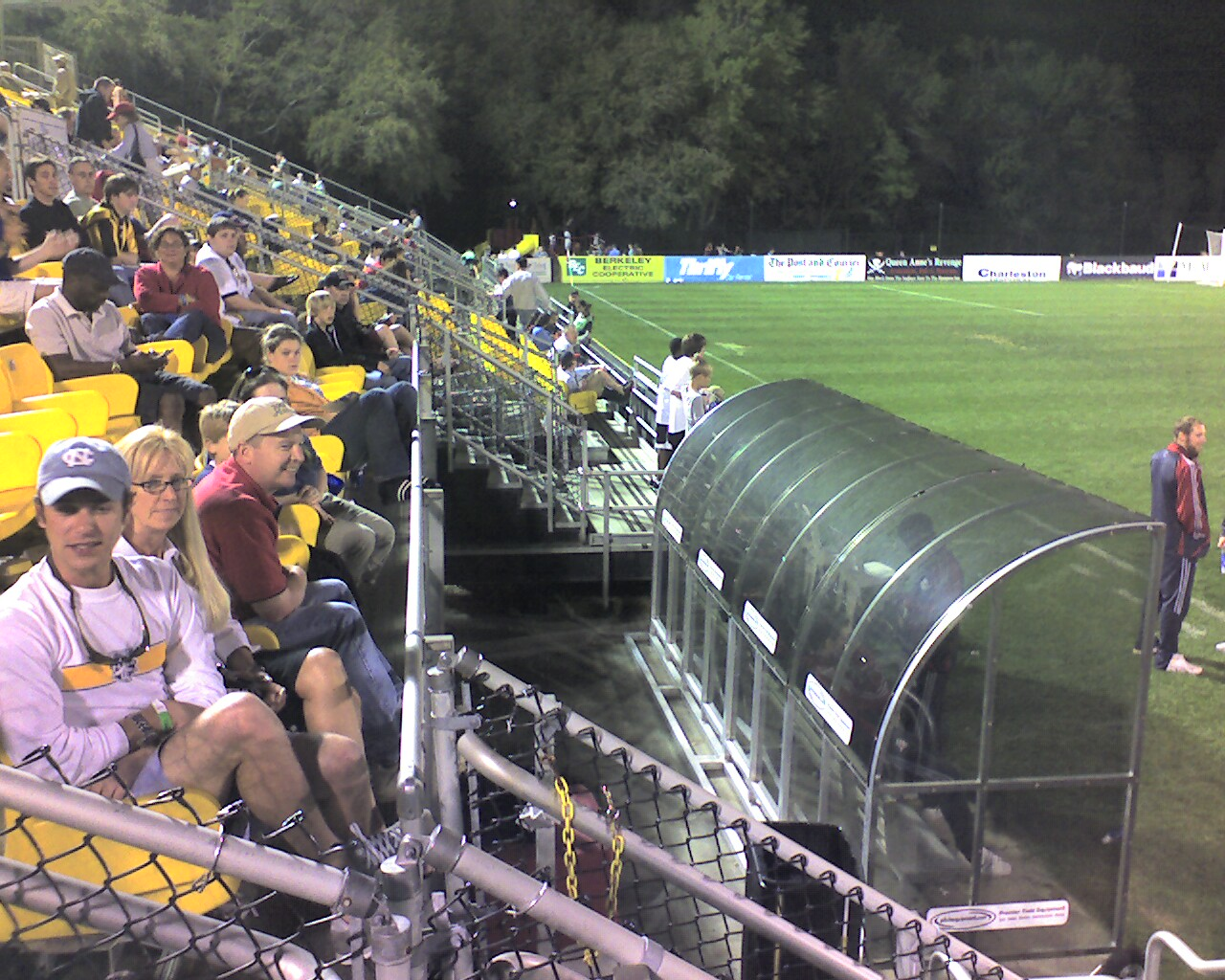
جماهير الفريق في إحدى ليالي المباريات على ملعب هيلث

يلعب فريق تشارلستون بيتري في ملعب هيلث الذي يتسع لــ 6.000 متفرج، كما يحضى الفريق بشعبية كبيرة بولاية كارولاينا الجنوبية الأمريكية وتحديدا في مدينة تشارلستون